# Veicolo anfibio
Un veicolo anfibio (o semplicemente anfibio), è un veicolo in grado di viaggiare su terra e sull'acqua. Veicoli anfibi comprendono biciclette, ATV, automobili, autobus, camion, veicoli militari e hovercraft.
Veicoli ad effetto suolo, come l'Ekranoplan, non sono in grado di viaggiare su terreni.

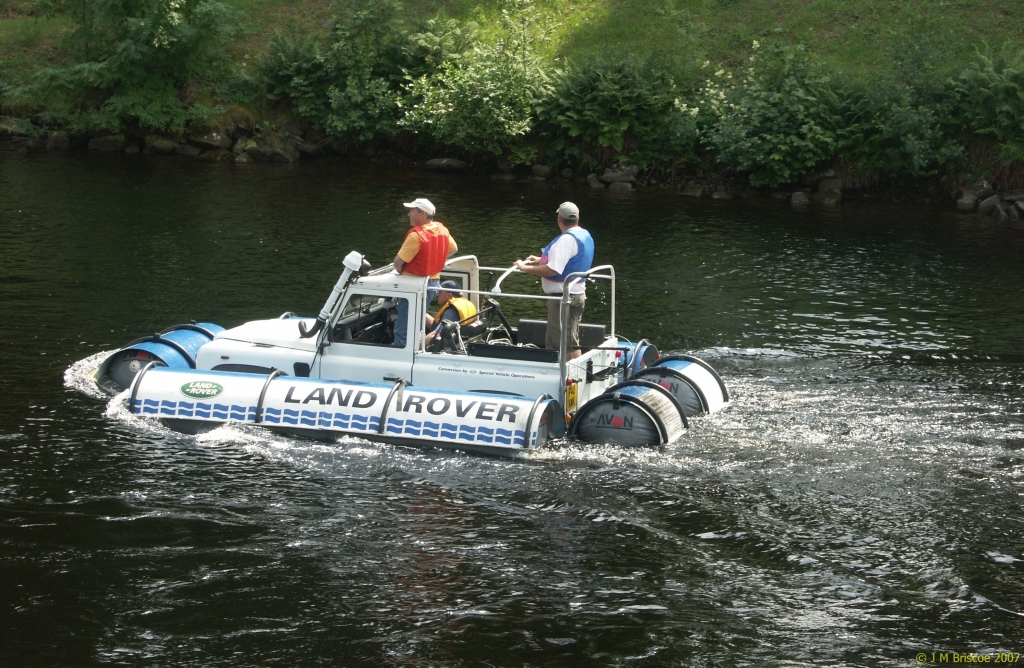
Land Rover, con galleggianti gonfiabili, su un fiume

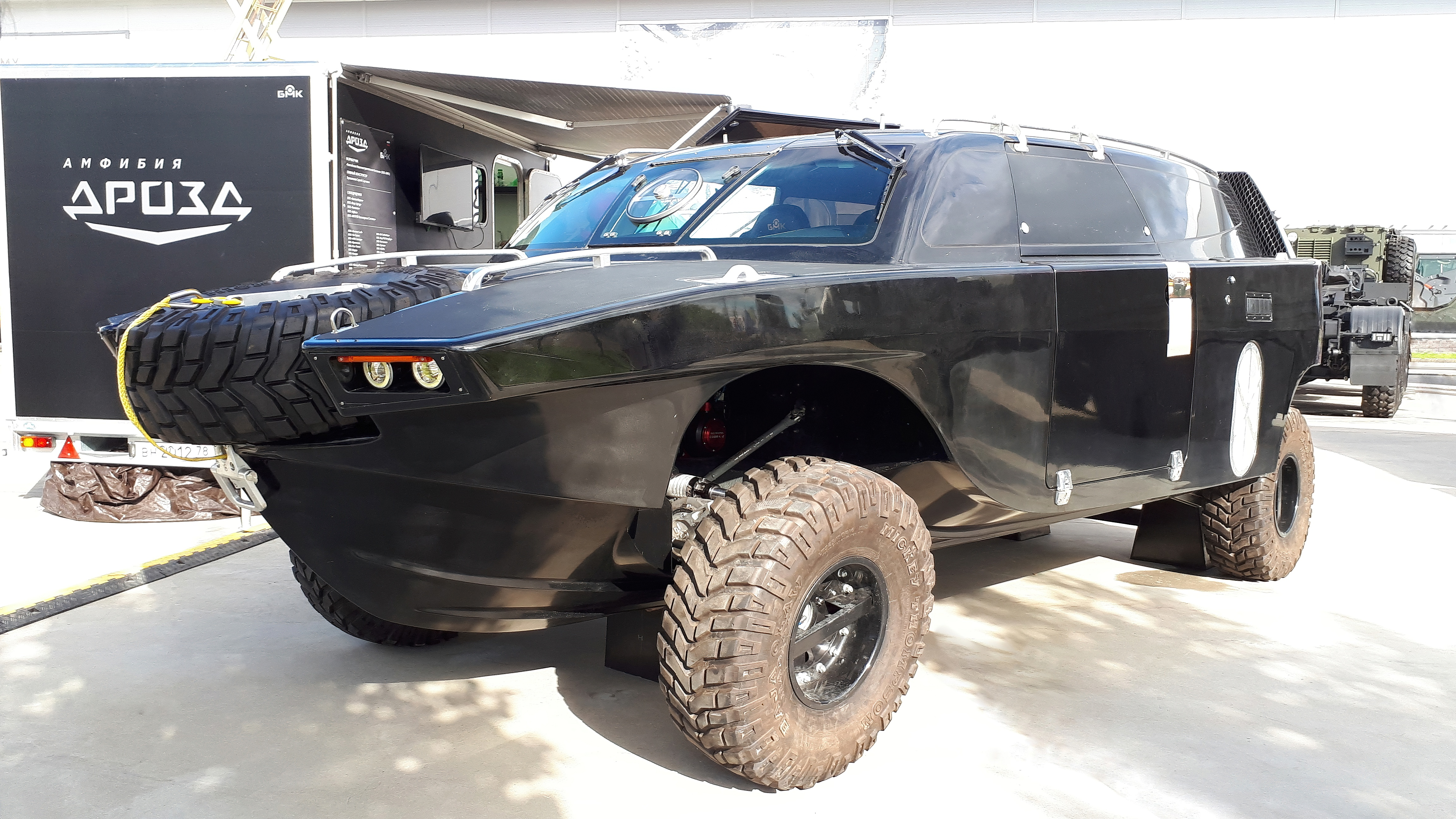
Veicolo anfibio "drozd" alla mostra "esercito-2020"

## Tecnica

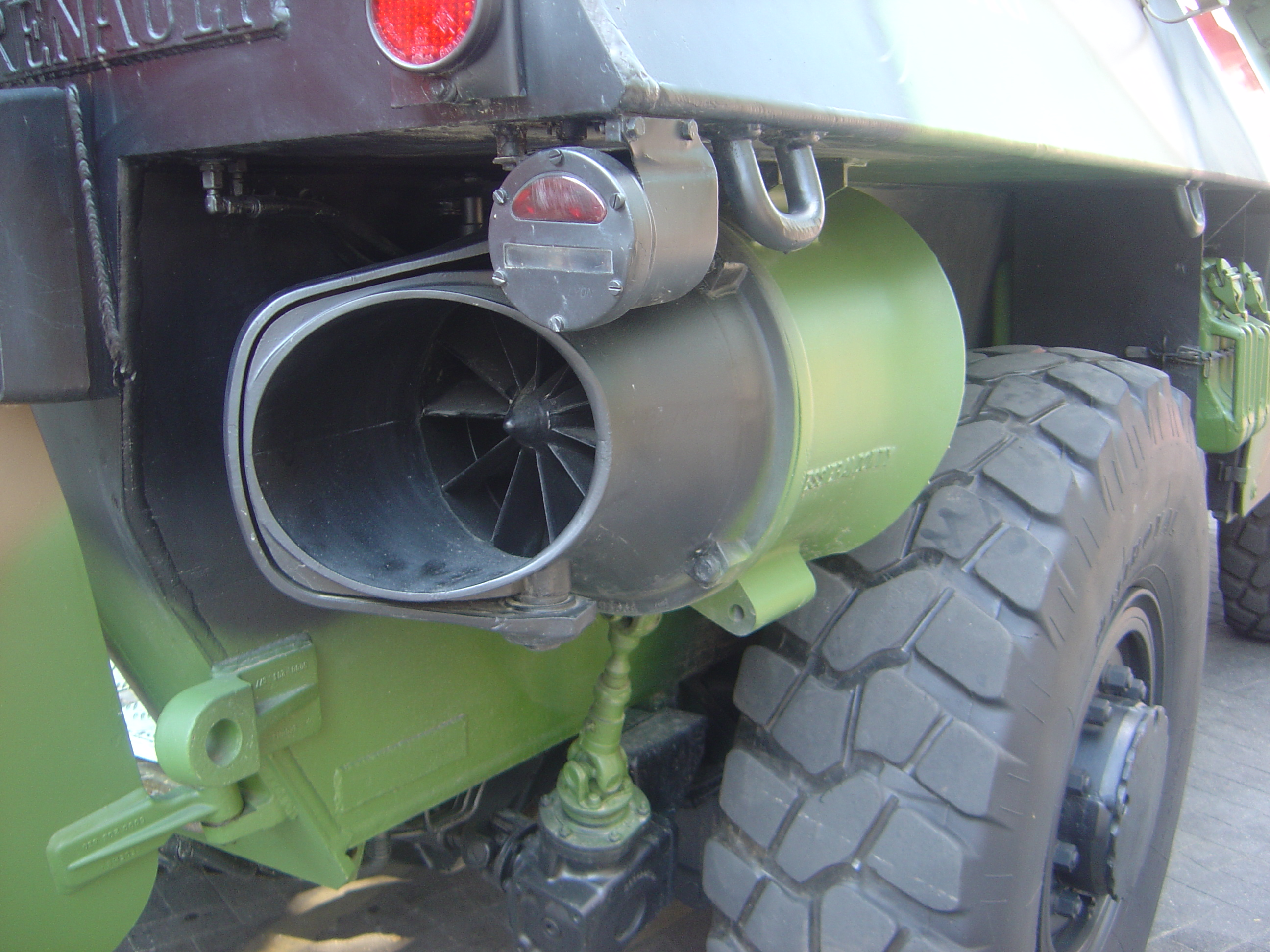
Elica di un VAB

A parte le dimensioni dei veicoli, gli stessi possono essere suddivisi in due grandi categorie: su cuscino d'aria (Hovercraft) e non. La seconda categoria, la più grande, nasce dalla volontà di creare veicoli in grado di operare su più terreni e non solo sull'acqua ovvero all-terrain, ghiaccio, neve, fango. Molti esempi si trovano con movimenti cingolati o su ruote o articolati; esiste anche una configurazione non convenzionale "a vite" (screw-propelled vehicle) per terreni fangosi. Quando i veicoli sono più pesanti dell'acqua, quindi non in grado di galleggiare, si applicano galleggianti rigidi o gonfiabili. Per la propulsione in acqua si utilizzano eliche o eliche intubate, oppure si sfrutta la rotazione delle ruote stesse o dei cingoli..

## Storia

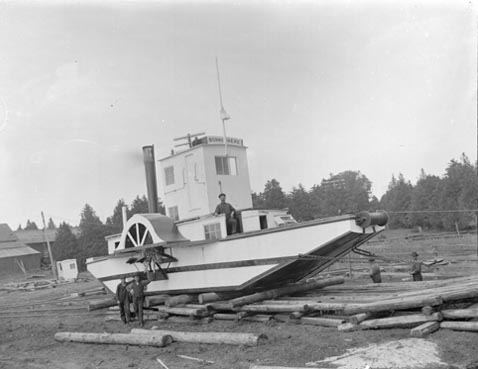
Alligator boat Bonnechere del 1907

I primi veicoli anfibi vengono fatti risalire a Raimondo di Sangro di Sansevero, ma anche a Sir Samuel Bentham nel 1781.
Il primo veicolo anfibio a vapore conosciuto fu l’Orukter Amphibolos, costruito negli Stati Uniti d'America da  Oliver Evans nel 1805, al centro di una disputa all'epoca sull'effettivo raggiungimento di tale record.
Gail Borden disegnò un veicolo anfibio nel 1849. Dichiarò di aver portato fino a 15 metri dalla costa il mezzo.
Negli anni '70 del XIX secolo, compagnie di trasporto canadesi e statunitensi svilupparono un veicolo anfibio a vapore chiamato "Alligator" che poteva attraversa laghi e fiumi. Il modello di maggior successo fu costruito dalla West and Peacy di Simcoe, Ontario.

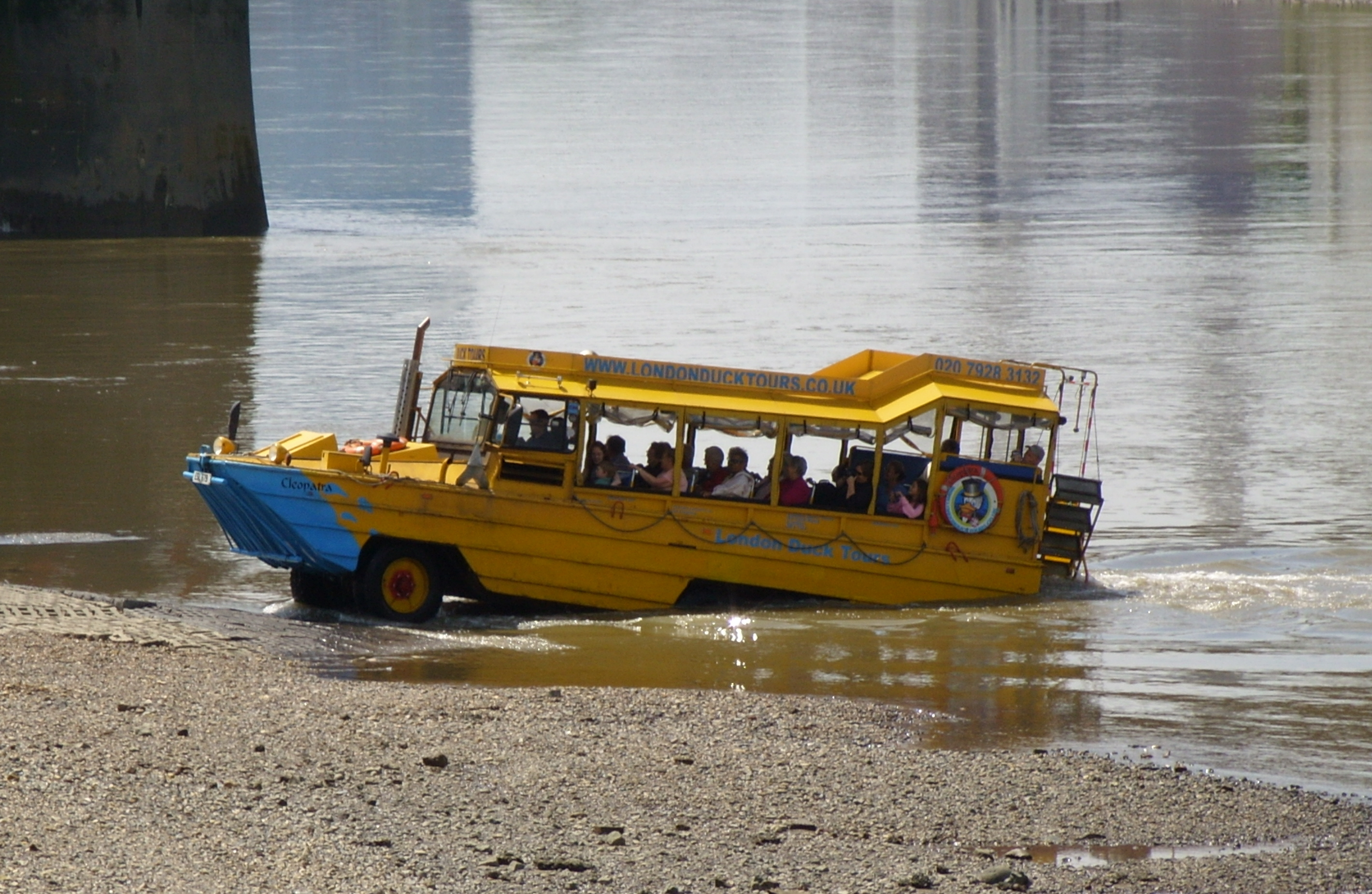
Un DUKW convertito ad uso turistico

Fino ai tardi anni '20 del XX secolo, il tentativo di creare veicoli anfibi significò aggiungere ruote allo scafo di una barca o viceversa unire uno scafo ad un telaio automobilistico. Uno dei migliori esempi documentati di veicolo anfibio fu il progetto del 1905 di T. Richmond (Jessup, Iowa). Come il primo veicolo brevettato della storia del 1885 di Karl Benz, fu un triciclo. Un tricilindro a benzina muoveva le ruote posteriori, la singola ruota anteriore faceva da timone in acqua. La propulsione in acqua era data dall'aggiunta di "pinne" alle ruote posteriori. Lo scafo era un tutt'uno con il telaio.
Dagli anni '20, diversi veicoli anfibi furono creati per gli usi più disparati. Nel 1929, presso la Fabbrica Automobili Itala di Torino, fu progettato un ricognitore blindato galleggiante per le Forze armate italiane, che divenne noto come Itala Autoblinda Anfibio. è diventato noto. Un disegno completo per un ATV fu fatto da Peter Prell del New Jersey. Nel 1931 testò una versione in scala della sua invenzione.

## Con ruote

### ATV

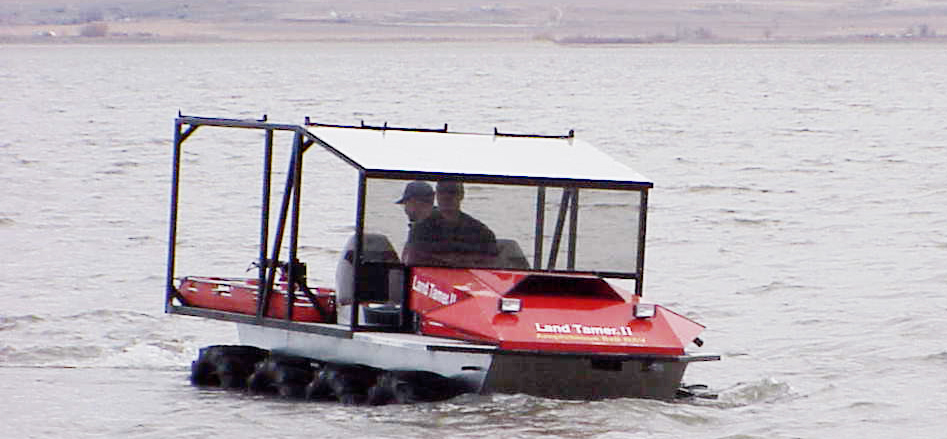
Land Tamer anfibio 8x8

La maggior parte degli anfibi non hovercraft sono ATV (all-terrain vehicles). Tali veicoli hanno raggiunto la maggior diffusione su negli anni '60-'70 in nord America. Tipicamente un anfibio ATV (AATV) è piccolo, leggero, con telaio in polimero o fibra di vetro, con sei/otto ruote giranti, con pneumatici a bassa pressione. Senza sospensioni e senza sterzo, la direzione viene data dall'azionamento delle ruote da un solo lato, come i cingolati. Gli stessi pneumatici riescono a fare forza di reazione in acqua per la propulsione.

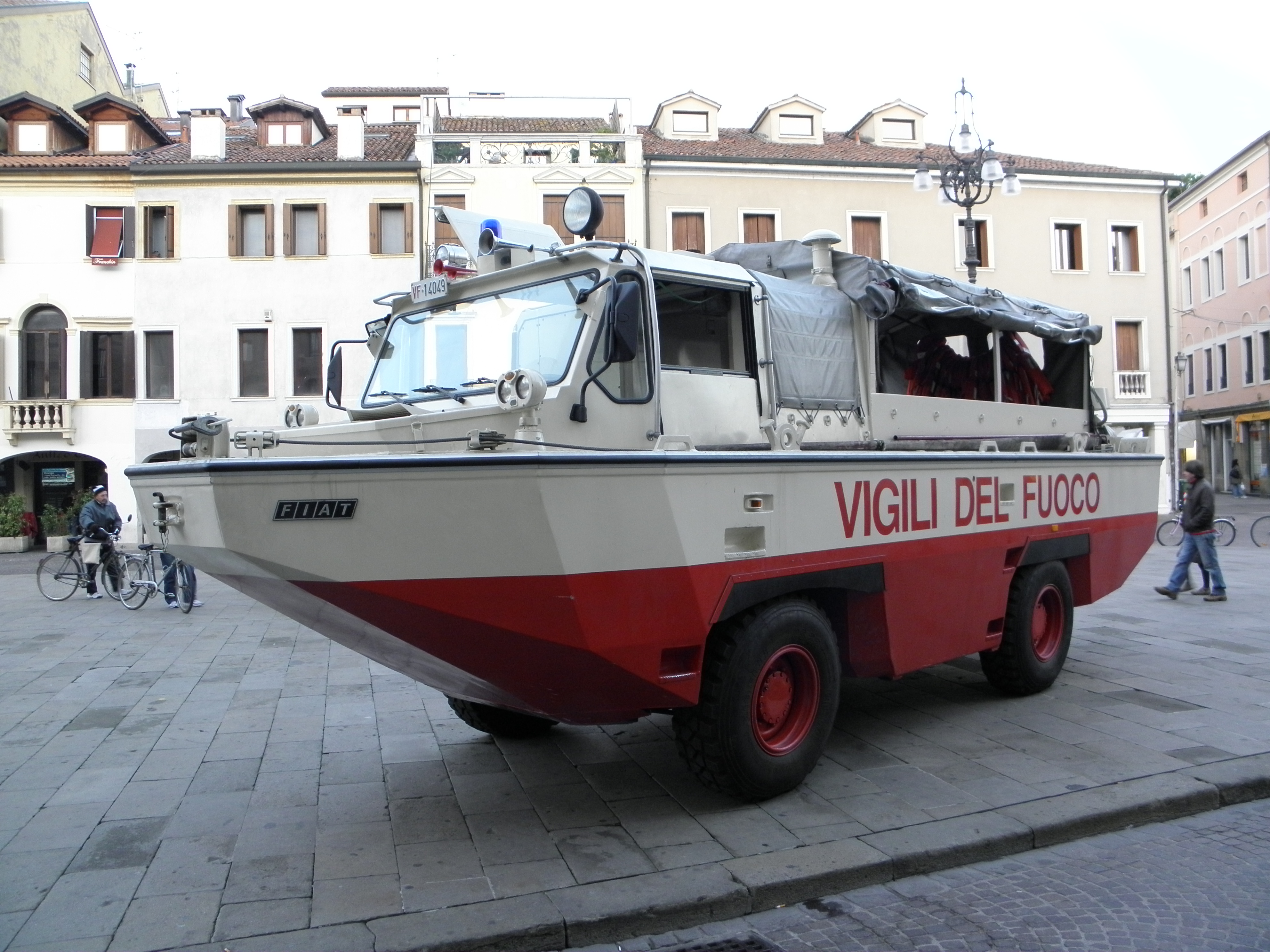
Fiat 6640A

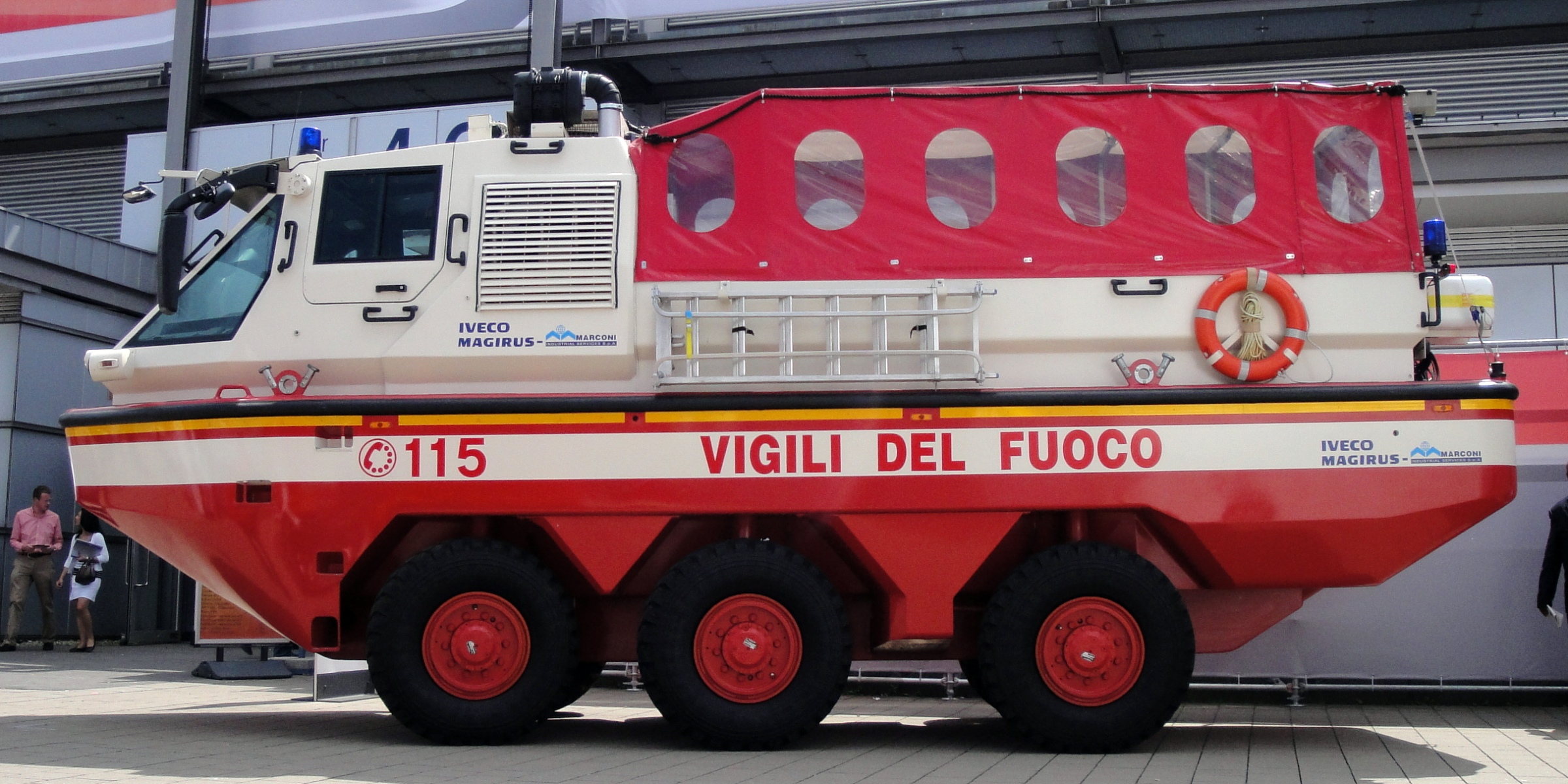
Iveco RAVx6 "Duffy" 6x6

In Italia, già negli anni 50, la Fiat aveva ideato e prodotto il famoso veicolo anfibio Fiat 6640, diventato Iveco 6640 G nel 1978. Nel 2012, ha presentato il nuovo Iveco RAVx6 "Duffy", un anfibio ruotato 6x6. 
A metà dicembre 2016, BAE Systems ha consegnato alla US Navy i 16 primi esemplari "prototipi" del nuovo ACV 1.1 (Amphibious Combat Vehicles) realizzati su un telaio e motore Iveco Defence Vehicles.

### Automobili

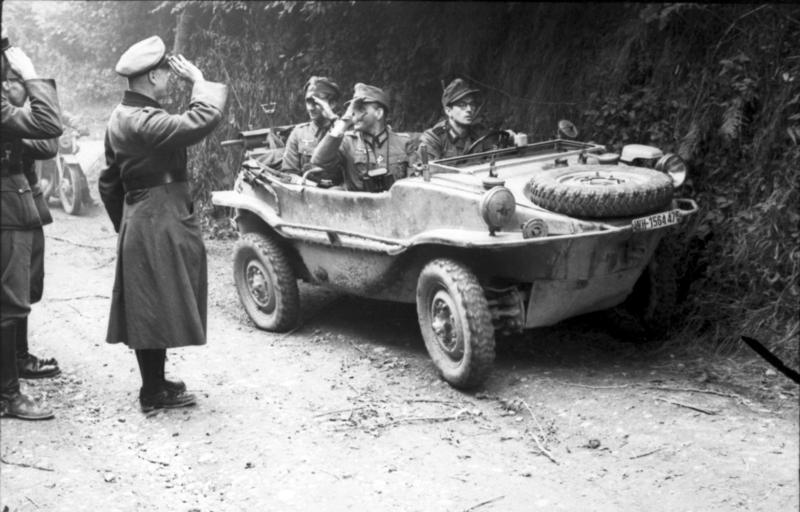
VW Schwimmwagen nel giugno 1944

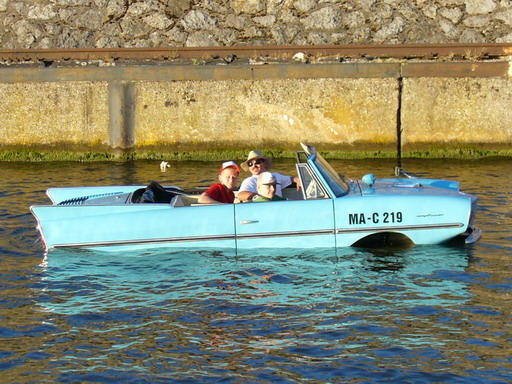
Amphicar

Furono sviluppate fin dagli inizi del ‘900, ma solo la seconda guerra mondiale ha stimolato lo sviluppo ulteriore. Due dei più significativi esempi sono: La tedesca Schwimmwagen, una piccola jeep 4x4 disegnata dalla Porsche nel 1942. Il corpo fu progettato da Erwin Komenda, che utilizzò il motore e la trasmissione della Kübelwagen. Gli americani crearono la Willys MB jeep, la Ford GPA o Seep (Sea jeep).
Nel secondo dopoguerra la tedesca Amphi-Ranger, con scafo in lega d'alluminio AlMg2. Solo 100 esemplari furono costruiti. La tedesca Amphicar viene usata ancor oggi in manifestazioni. Con quasi 4.000 esemplari prodotti, è l'unica al mondo ad uso civile ad aver avuto un successo commerciale.

### Biciclette

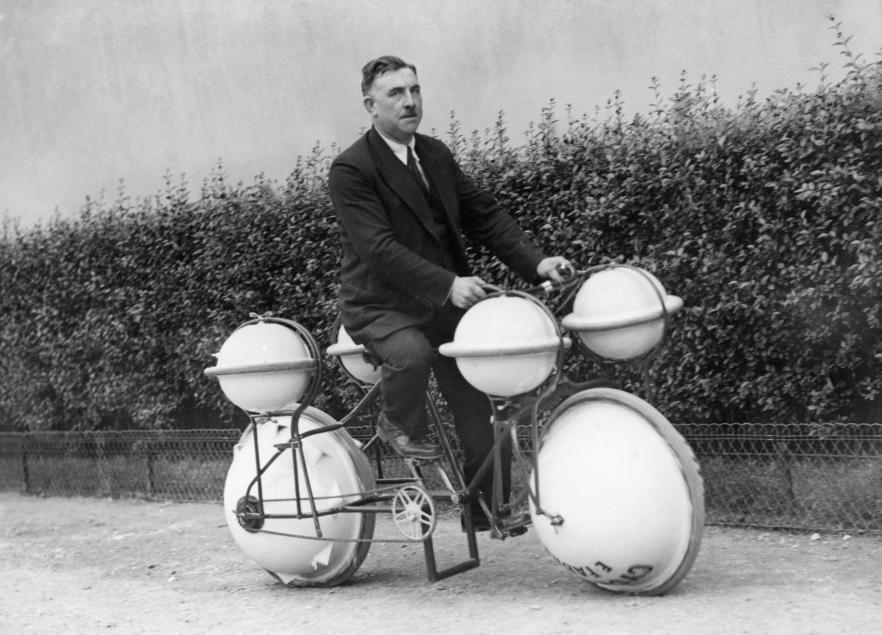
Cyclomer, Parigi 1932

Una bicicletta anfibia è in grado di viaggiare su terra e in acqua. La Saidullah's Bicycle usa quattro galleggianti gonfiabili e due eliche azionate dai pedali. La Moraga's Cyclo Amphibious è un triciclo con ruote che azionate in acqua fanno da propulsione. 

### Autobus

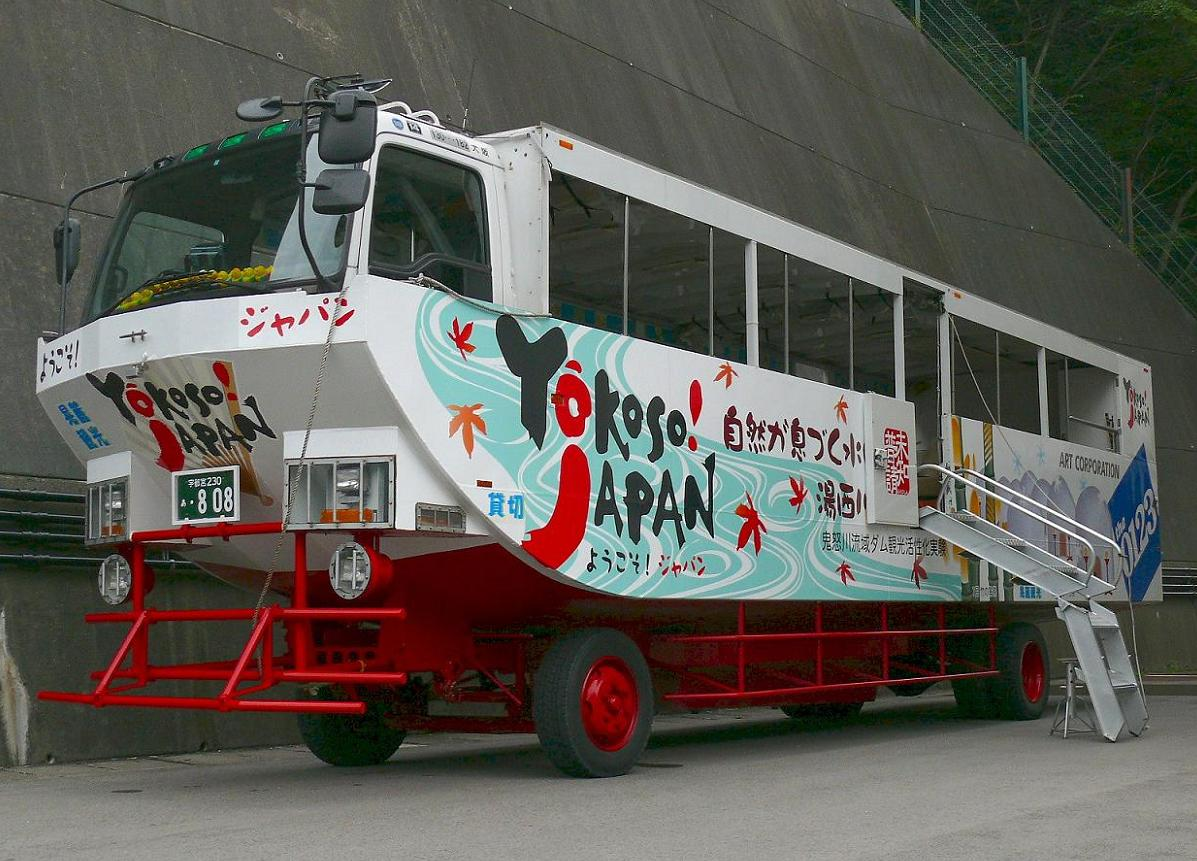
Bus turistico giapponese

Autobus anfibi sono utilizzati in ambito turistico come attrazione. Un esempio è l'AmphiCoach GTS-1.

## Cingolati
Il ‘'Studebaker Weasel'’ M29 Weasel fu originariamente concepito per la neve, ma con l'aggiunta di gonfiabili sul frontale e sul posteriore può avere capacità anfibie.

### Multiunità

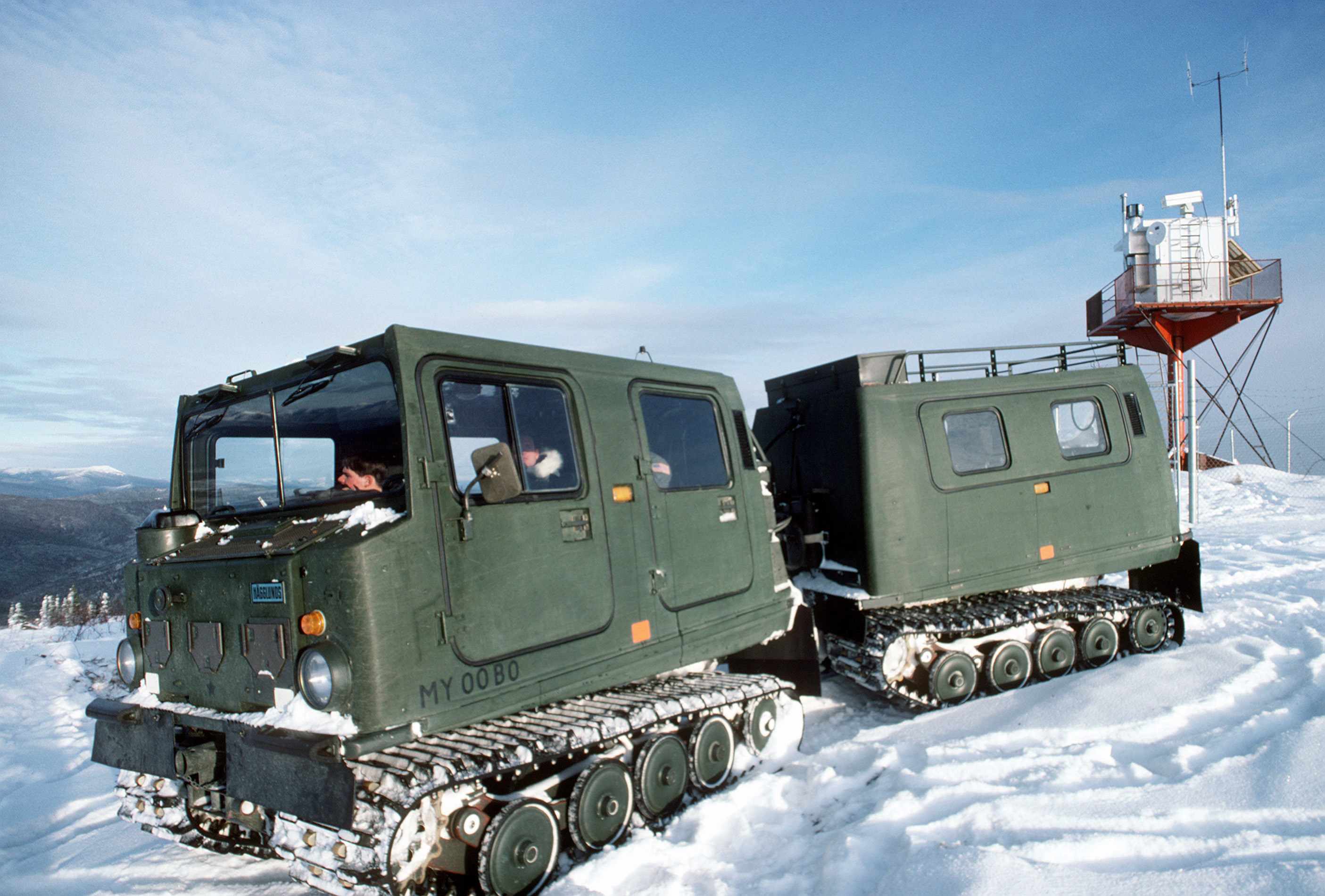
Hagglunds Bv206 US military service come M-973 SUSV (small unit support vehicle)

I multi-unit o all-terrain transport vehicles furono inventati dai britannici nel 1913, e negli anni '50 più di 40 tipi di tali veicoli erano in produzione. Alta manovrabilità e alta capacità di carico sono caratteristiche basilari; alcuni modelli sono anche anfibi, dando a tali veicoli un vero senso al termine All-terrain.
Esempi sono il russo Vityaz, lo svedese Volvo Bv202 e Hagglunds Bv206, il Bronco ATTC di Singapore.

## Guado
Alcuni veicoli sono in grado di guadare corsi d'acqua mediante l'utilizzo di snorkel.

## Hovercraft

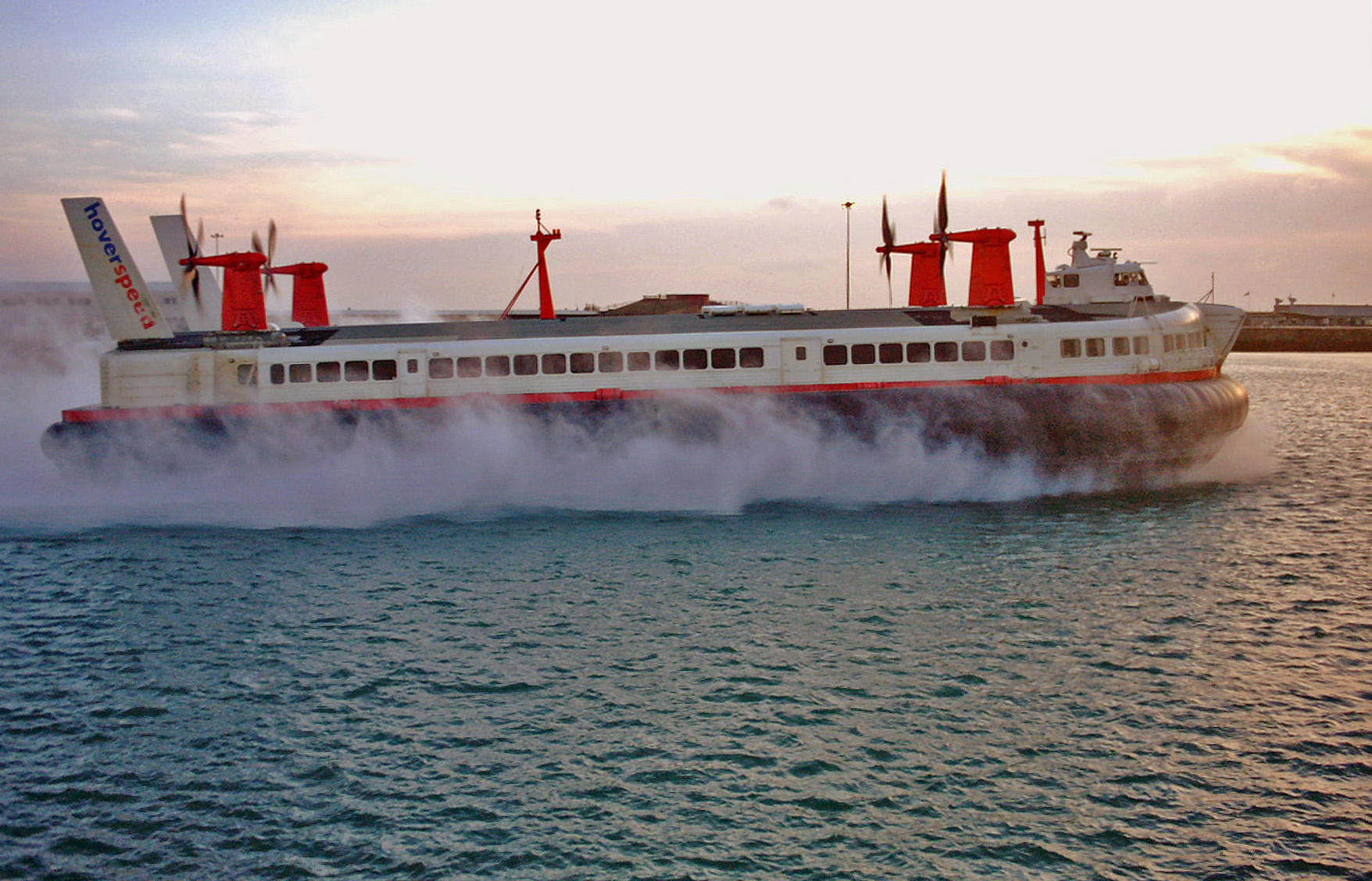
BHC SR.N4 Mk.3, hovercraft civile

Un air-cushion vehicle (ACV) o hovercraft può viaggiare su terra o su acqua mediante un cuscino d'aria espulsa verso il basso. Teoricamente un ‘'hovercraft'’ può viaggiare su qualunque superficie solida o liquida abbastanza piatta. Un esempio è il britannico SR.N4 Mk.3 ad uso traghetto con decine di veicoli trasportabili. Gli ACV hanno alta velocità di crociera sull'acqua; un SR.N4 Mk.1 può raggiungere 83 nodi (95 mph - 154 km/h). Può avvicinarsi alla terra in velocità. Per contro ha consumi elevati.